# Kolberger Heide
Die Kolberger Heide ist eine stellenweise nur 5 Meter unter dem Meeresspiegel liegende Sandbank in der Ostsee nördlich der Ortschaft Heidkate am Eingang der Kieler Förde.

## Geographie

### Lage

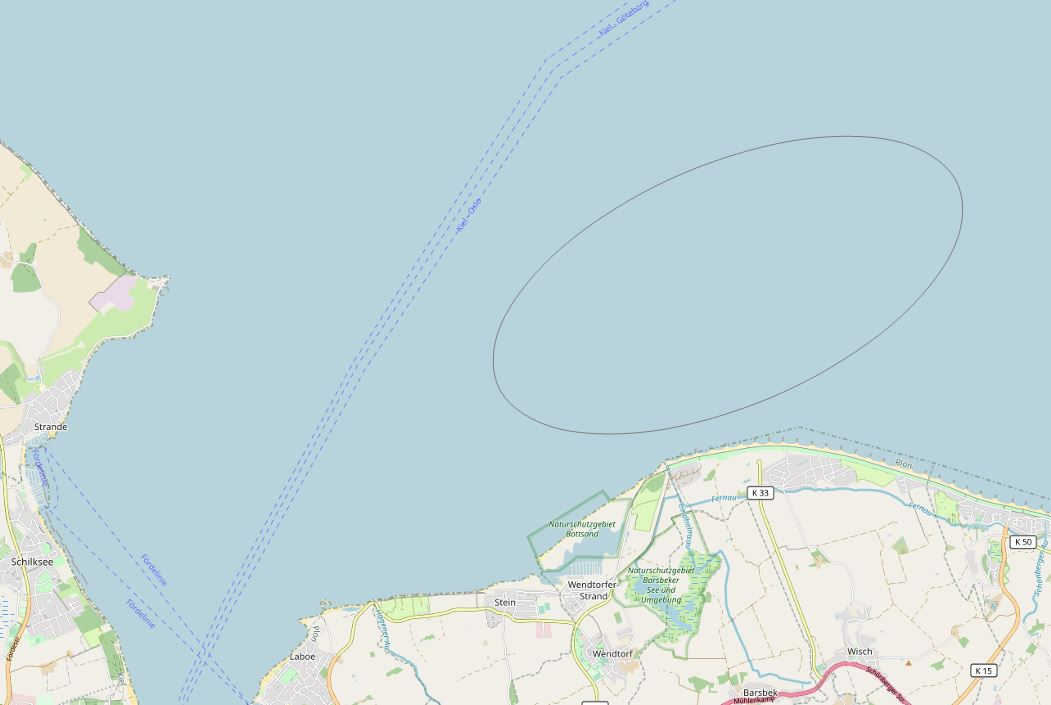
Kolberger Heide

Die Kolberger Heide liegt in der Kieler Bucht, ostwärts von Laboe. Sie befindet sich etwa 0,3 sm nördlich der Ortschaft Heidkate und 2,6 sm südöstlich des Leuchtturms Kiel. Sie liegt direkt südlich des Kiel-Ostsee-Weges und des Kiel-Fehmarnsund-Weges. Sie wird von diversen Schutzgebieten überdeckt.

### Ausdehnung
Ihre größte Breite ist etwa 1,5 sm und ihre größte Länge etwa 4,5 sm. Die Flächenausdehnung beträgt etwa 12 km².

### Meerestiefe
Während die Ostsee eine durchschnittliche Tiefe von 52 m hat, ist die Kolberger Heide im Mittel 12 m tief, ihre seichteste Stelle ist 4,7 m.

## Geschichte
Durch die Sturmflut vom 10. Februar 1625 ging das Gebiet der Heide unter, der Sand wurde vor Laboe abgelagert und besiedelt. Der Name blieb für das Seegebiet erhalten.
Am 1. Juli 1644 kam es während des Torstenssonkriegs zur Seeschlacht auf der Kolberger Heide, die in einem Sieg der Dänen endete. Die dänische Königshymne Kong Christian stod ved højen mast hat hier ihren Ursprung genommen.
Bis etwa 1942 wurde die Kolberger Heide von örtlichen Fischern befischt; wegen der gestiegenen Bedrohung durch Minen und Bomben der Alliierten wurde ab dann die Fischerei verboten.
Am 29. Juli 1945 wurde das Gebiet von der britischen Militärregierung als Gebiet zur Munitionsversenkung bestimmt und im Laufe der Zeit wurden etwa
50.000 t Munition aller Typen versenkt.
Heute gehört das Gebiet im Rahmen der Natura 2000 zum FFH-Gebiet (Fauna-Flora-Habitatrichtlinie) „Küstenlandschaft Bottsand – Marzkamp und vorgelagerte Flachgründe“ (DE1528-391) und ist wegen der großen Zahl überwinternder Seevögel Teil des EU-Vogelschutzgebietes „Östliche Kieler Bucht“ (DE 1530-491).
Grüne und FDP fordern seit Ende 2020 im Bundestag, die Munition zu bergen. Experten haben sich 2021 vor dem Ausschuss für Umwelt, Naturschutz und nukleare Sicherheit, einem ständigen Ausschuss des Deutschen Bundestages, für eine Bergung der Munition ausgesprochen.